# Liste der Nummer-eins-Hits in Japan (2004)
Vom 1. Januar 2004 bis zum 31. Dezember 2004. Die letzte Woche im Jahr fällt mit der ersten Woche des neuen Jahres zusammen. Angegeben sind die Verkaufszahlen der jeweiligen Nummer 1 in ihrer Woche. Alle Angaben basieren auf den offiziellen japanischen Charts von Oricon.
| Singles | Alben |
| --- | --- |
| - SMAP – Sekai ni Hitotsu Dake no Hana – 72.267 / 40.970 - 2 Wochen (20. Dezember 2003 – 11. Januar 2004) - KinKi Kids – Ne, Ganbaru yo. – 223.241 - 1 Woche (12. Januar – 18. Januar) - Spitz – Star Gazer – 121.741 - 1 Woche (19. Januar – 25. Februar) - Glay – Toki no Shizuku – 122.749 - 1 Woche (26. Januar – 1. Februar) - L’Arc-en-Ciel – Ready Steady Go – 163.102 - 1 Woche (2. Februar – 8. Februar) - Tackey & Tsubasa – One Day, One Dream – 77.362 - 1 Woche (9. Februar – 15. Februar) - Arashi – Pikanichi Double – 89.106 - 1 Woche (16. Februar – 22. Februar) - Orange Range – Michishirube: A Road Home – 90.988 - 1 Woche (23. März – 29. Februar) - L’Arc-en-Ciel – Hitomi no Juunin – 111.692 - 1 Woche (1. März – 7. März) - &G – Wonderful Life – 96.613 - 1 Woche (8. März – 14. März) - Kuzu – Subete ga Boku ga Chikara ni Naru! – 56.707 - 1 Woche (15. März – 21. März) - V6 – Arigatou no Uta – 82.909 - 1 Woche (22. März – 28. März) - Ayumi Hamasaki – Moments – 157.320 / 50.999 - 2 Wochen (29. März – 11. April) - Southern All Stars – Aja – 133.309 - 1 Woche (12. April – 18. April) - Hikaru Utada – Dareka no Negai ga Kanau Koro – 150.020 / 82.564 - 2 Wochen (19. April – 2. Mai) - B’z – Banzai – 187.503 - 1 Woche (3. Mai – 9. Mai) - NEWS – Kibou: Yell – 270.770 - 1 Woche (10. Mai – 16. Mai) - Glay – Tenshi no Wakemae / Peak Hateshinaku Soul Kagirinaku – 80.244 - 1 Woche (17. Mai – 23. Mai) - Mr. Children – Sign – 370.451 - 1 Woche (24. Mai – 30. Mai) - L’Arc-en-Ciel – Jiyuu e no Shoutai – 131.704 - 1 Woche (31. Mai – 6. Juni) - Domoto Tsuyoshi – Waver – 152.313 - 1 Woche (7. Juni – 13. Juni) - Orange Range – Locolotion – 86.553 / 55.975 - 2 Wochen (14. Juni – 27. Juni) - Exile – Real World – 77.038 - 1 Woche (28. Juni – 4. Juli) - Bump of Chicken – Only Lonely Glory – 114.717 - 1 Woche (5. Juli – 11. Juli) - Inaba Koshi – Wonderland – 155.079 - 1 Woche (12. Juli – 18. Juli) - Southern All Stars – Kimi Koso Star da / Yume ni Kieta Julia – 222.343 - 1 Woche (19. Juli – 25. Juli) - Ayumi Hamasaki – Inspire – 181.325 - 1 Woche (26. Juli – 1. August) - Glay – Blue Jean – 104.703 - 1 Woche (2. August – 8. August) - NEWS – Akaku Moyuru Taiyou – 185.651 - 1 Woche (9. August – 15. August) - Arashi – Hitomi no Naka no Galaxy / Hero – 170.564 - 1 Woche (16. August – 22. August) - Orange Range – Chest – 86.338 - 1 Woche (23. August – 29. August) - B’z – Arigato – 188.490 - 1 Woche (30. August – 5. September) - Gorie with Jasmine & Joann – Mickey – 120.191 / 65.198 - 2 Wochen (6. September – 19. September) - Kanjani8 – Naniwa Iroha Bushi – 85.487 - 1 Woche (20. September – 26. September) - Ayumi Hamasaki – Carols – 177.778 - 1 Woche (27. September – 3. Oktober) - Ken Hirai – Omoi ga Kasanaru Sono Mae ni... – 86.763 / 54.153 - 2 Wochen (4. Oktober – 17. Oktober) - Orange Range – Hana – 182.684 / 144.973 / 114.397 - 3 Wochen (18. Oktober – 7. November, insgesamt 4 Wochen) - T.M.Revolution – Ignited – 108.161 - 1 Woche (8. November – 14. November) - Orange Range – Hana – 115.008 - 1 Woche (15. November – 21. November, insgesamt 4 Wochen) - Southern All Stars – Ai to Yokubou no Hibi / Lonely Woman – 190.012 - 1 Woche (22. November – 28. November) - Fukuyama Masaharu – Naitari Shinaide / Red x Bue – 101.136 - 1 Woche (29. November – 5. Dezember) - Glay – White Road – 106.528 - 1 Woche (6. Dezember – 12. Dezember) - Every Little Thing – Koibumi / Good Night – 44.922 - 1 Woche (13. Dezember – 19. Dezember) - KinKi Kids – Anniversary – 355.439 / 107.856 - 2 Wochen (20. Dezember 2004 – 9. Januar 2005) | - Mai Kuraki – Wish You the Best – 450.127 / 180.186 - 2 Wochen (20. Dezember 2003 – 11. Januar 2005) - BoA – Love & Honesty – 296.781 / 145.325 - 2 Wochen (12. Januar – 25. Januar) - Queen – Queen Jewels – 160.278 / 192.034 / 165.126 - 3 Wochen (26. Januar – 15. Februar) - Chemistry – One x One – 325.651 / 140.527 - 2 Wochen (16. Februar – 29. Februar) - 12 Girls Band – Kikou: Shining Energy – 117.973 - 1 Woche (1. März – 7. März) - Every Little Thing – Commonplace – 167.248 - 1 Woche (8. März – 14. März) - Spitz – Iro Iro Goromo – 124.621 - 1 Woche (15. März – 21. März) - Various Artists – Blue: A Tribute to Yutaka Ozaki – 191.567 - 1 Woche (22. März – 28. März) - Hikaru Utada – Utada Hikaru Single Collection Vol.1 – 1.403.102 - 1 Woche (29. März – 4. April, insgesamt 5 Wochen) - Mr. Children – Shifuku no Oto – 803.422 - 1 Woche (5. April – 11. April) - Hikaru Utada – Utada Hikaru Single Collection Vol.1 – 188.428 / 115.017 / 110.126 / 73.385 - 4 Wochen (12. April – 9. Mai, insgesamt 5 Wochen) - Avril Lavigne – Under My Skin – 286.894 / 122.461 - 2 Wochen (10. Mai – 23. Mai) - Moriyama Naotaro – Arata Naru Koushinryou wo Motomete – 137.131 / 86.274 / 57.251 - 3 Wochen (24. Mai – 13. Juni) - Misia – Misia Love & Ballads – 54.107 - 1 Woche (14. Juni – 20. Juni) - TMG – TMG 1 – 90.281 - 1 Woche (21. Juni – 27. Juni) - nobodyknows+ – Do You Know? – 141.377 / 68.146 - 2 Wochen (28. Juni – 11. Juli) - HY – Trunk – 232.519 - 1 Woche (12. Juli – 18. Juli) - Arashi – Iza, Now – 115.241 - 1 Woche (19. Juli – 25. Juli) - Porno Graffitti – Porno Graffitti Best Blue's – 400.318 / 145.217 - 2 Wochen (26. Juli – 8. August) - Makihara Noriyuki – Explorer – 157.648 - 1 Woche (9. August – 15. August) - Domoto Tsuyoshi- [Sí:] – 161.058 - 1 Woche (16. August – 22. August) - Bump of Chicken – Yggdrasil – 315.065 - 1 Woche (23. August – 29. August) - TOKIO – Tok10 – 97.156 - 1 Woche (30. August – 5. September) - Utada – Exodus – 523.761 - 1 Woche (6. September – 12. September) - Yuzu – 1: One – 217.648 - 1 Woche (13. September – 19. September) - Inaba Koshi – Peace of Mind – 220.127 - 1 Woche (20. September – 26. September) - EXILES – Heart of Gold: Street Future Opera Beat Pops – 247.852 / 86.251 - 2 Wochen (27. September – 10. Oktober) - Various Artists – Hagane no Renkinjutsushi Complete Best – 108.612 - 1 Woche (11. Oktober – 17. Oktober) - Asian Kung-Fu Generation – Sol-Fa – 300.468 / 99.407 - 2 Wochen (18. Oktober – 31. Oktober) - Britney Spears – Greatest Hits: My Prerogative – 173.145 - 1 Woche (1. November – 7. November) - Arashi – 5×5 The Best Selection of 2002←2004 – 126.532 - 1 Woche (8. November – 14. November) - Ai Ōtsuka – Love Jam – 224.381 - 1 Woche (15. November – 21. November) - Ken Hirai – Sentimentalovers – 687.516 - 1 Woche (22. November – 28. November) - Orange Range – Musiq – 872.716 / 401.231 - 2 Wochen (29. November – 12. Dezember) - Ayumi Hamasaki – My Story – 574.321 - 1 Woche (13. Dezember – 19. Dezember) - KinKi Kids – KinKi Single Selection 2 – 356.117 - 1 Woche (20. Dezember – 9. Januar) |

## Jahreshitparaden
Vom 1. Dezember 2003 bis zum 29. November 2004. Die offiziellen japanischen Jahrescharts 2004 von Oricon umfassen 52 Wochen. Angegeben sind die erreichten Verkaufszahlen der Produkte in diesem Zeitraum.
| Singles | Alben |
| --- | --- |
| 1. Ken Hirai – Hitomi wo Tojite – 834.448 2. Mr.Children – Sign – 749.208 3. Hirahara Ayaka – Jupiter – 675.807 4. Orange Range – Hana – 661.175 5. Mr.Children – Tenohira / Kurumi – 651.696 6. Shibasaki Kou – Katachi Aru Mono – 591.897 7. Orange Range – Locolotion – 487.267 8. Southern All Stars – Kimi Kozo Star da / Yume ni Kieta Julia – 452.130 9. Kawaguchi Kyougo – Sakura – 430.535 10. Gorie with Jasmine & Joann – Mickey – 428.233 11. SMAP – Sekai ni Hitotsu Dake no Hana – 406.987 12. Ai Ōtsuka – Sakuranbo – 405.600 13. NEWS – Kibou ~Yell~ – 395,406 14. Hikaru Utada – Dareka no Negai ga Kanau Koro – 365.206 15. Ketsumeishi – Kimi ni Bump – 330.764 16. Ayumi Hamasaki – Inspire – 329.145 17. KinKi Kids – Ne, Ganbaru yo. – 326.791 18. L'Arc~en~Ciel – Ready Steady Go – 310.534 19. Ayumi Hamasaki – Moments – 301.843 20. Ayumi Hamasaki – Carols – 301.275 | 1. Hikaru Utada – Utada Hikaru Single Collection Vol.1 – 2.495.967 2. Mr. Children – Shifuku no Oto – 1.355.931 3. Queen – Queen Jewels – 1.222.444 4. Exile – Exile Entertainment – 1.165.731 5. Ayumi Hamasaki – Memorial Address – 1.059.534 6. Utada – Exodus – 1.041.878 7. Mai Kuraki – Wish You the Best – 948.268 8. Avril Lavigne – Under My Skin – 924.789 9. Porno Graffitti – Porno Graffitii Best Blue's – 917.896 10. Porno Graffitti – Porno Graffitii Best Red's – 838.133 11. Various Artists – Winter Love Song: Original Soundtrack Complete Edition – 758.194 12. Mika Nakashima – Love – 696.946 13. BoA – Love & Honesty – 649.343 14. Chemistry – One x One – 646.259 15. Orange Range – 1st Contact – 589.229 16. HY – Trunk – 580.344 17. Makihara Noriyuki – Explorer – 550.398 18. Various Artists – Blue: A Tribute to Yutaka Ozaki – 536.562 19. Bump of Chicken – Yggdrasil – 527.283 20. Ai Ōtsuka – Love Punch – 519.300 |